# .270ウィンチェスター
.270ウィンチェスターは、1923年にウィンチェスター・リピーティング・アームズ・カンパニーによって開発されたライフル用の弾薬で、1925年にボルトアクション式のモデル54のための弾薬として発表され、当時最もフラットな射撃性能を持つ弾薬と言われていた。唯一の競争相手は、同年に導入された.300ホランド＆ホランドマグナムでした。
.280レミントンと同様に、.270ウィンチェスターは.30-06スプリングフィールドから派生し、ボア径は7mmマウザーに影響を受けたと考えられる。.270ウィンチェスターは.270インチ（6.86mm）のボア径と.277インチ（7.04mm）の弾丸径を使用する。

## 歴史
「270 WCF」（270 Winchester Centerfire）という名前で、1925年にウィンチェスターモデル54ボルトアクションライフルと共に導入された.270ウィンチェスターは、すぐには成功しなかった。その理由は、M1903スプリングフィールドボルトアクションライフル用の.30-06スプリングフィールドが比較的最近導入され、一般的狩猟用に「スポーティライズド」(スポーツ化の意)されていたため、その人気が高かったからだ。
しかし、.270ウィンチェスターはその後の数十年間、特に第二次世界大戦後の期間にハンターやスポーツライフル愛好家の間で大きな人気を博し、世界中で最も人気があり広く使用されている大型狩猟用弾薬の一つとなった。ライフルスコープの普及とともに、射手たちは.277インチの弾薬が人気の.30-06よりも弾道がフラットであることに気づき始めた。
.270ウィンチェスターは、大型狩猟用の弾薬としてのみ考案されたが、非常に人気となった。その一因は、ガンライターのジャック・オコナーがこの弾薬を40年間使用し、その優れた点を「Outdoor Life」の誌面で称賛したことや、同時代の著名なガンライターであるタウンゼント・ウェレン大佐の影響もあった。
この弾薬は最初、市販される際に130グレイン（8.4グラム）の弾丸を約3,140フィート毎秒（960メートル/秒）で発射するように装填され、後に3,060フィート毎秒（930メートル/秒）に減少したが、それでも導入当時は高性能を示した。また、300 - 500ヤード（270 - 460メートル）の範囲で大型動物の狩猟に適した弾薬として市場に出された。すぐに追加の弾丸重量も導入され、バーミントシューティング用の100グレイン（6.5グラム）ホローポイント弾と、大型の鹿（ワピチなど）やヘラジカのような大型動物に対してより良い貫通力を発揮するための150グレイン（9.7グラム）の弾丸が登場した。.しかし、130グレインの弾丸が最も人気のある選択肢として残っている。
何十年もの間、スポーツ用途に利用できる他の商業的な6.8mm弾薬は.270ウェザビー・マグナムだけだった。この弾薬は、ベルト付きマグナム薬莢による大容量の火薬を用いることで、よりフラットな弾道を提供した。しかし、価格が高く提供数も限られていたため、.270ウィンチェスターほどの人気には達しなかった。
21世紀の現在では、新しい.277インチ口径の弾薬が市場に登場している。例えば、同じ重量の弾丸を短いアクションメカニズムから200フィート毎秒速く発射する.270ウィンチェスターショートマグナムや、さらに速いが長いマグナムアクションを必要とする27ノズラー、そして最近の6.8ウェスタンがある。6.8ウェスタンは基本的に270 WSMの改良版で、より重く大きな弾丸を高い弾道係数で発射する。しかし、これらの新しい弾薬は古い.270ウィンチェスターの人気に匹敵せず、実際の狩猟用途においてはほとんど利点を提供しない。
.270ウィンチェスターが21世紀の現在でも最も人気のある弾薬の一つである主な理由の一つは、その世界的な受容性である。国際的には、弾薬および火器メーカーが、ボルトアクション、シングルショット、レバーアクション、ポンプアクション、オートローダー、さらには一部のダブルライフルなど、さまざまな種類の銃器でこの弾薬を提供している。

## スポーツ用途
.270ウィンチェスターは、開けた範囲での鹿など中型動物の狩猟に適した弾薬であり、平地狩猟や山岳狩猟に適している。通常の長さのアクションで使用でき、最適な銃身サイズは24インチとされているが、22インチの銃身でもマズル速度がほとんど減少しないため、軽量な山岳ライフルの開発に適している。
130グレインの弾丸を約3,060フィート毎秒で装填し、100ヤード（約90メートル）で視線から3インチ上に設定した場合、.270ウィンチェスターは最大で3.5インチ上昇し、約270ヤードで視線に触れ、7インチの直径を持つターゲットに対して約325ヤードの最大有効射程を提供する。これは、鹿などの中型動物の臓器領域と一致し、ハンターはその距離内で撃つことができ、弾道落下を補正する必要はない。130グレインの弾丸を装填した弾薬は、400ヤードまで1,500フィートポンドのエネルギーを保持し、これはエルクに適した最小限のエネルギーと考えられている。

## パフォーマンス

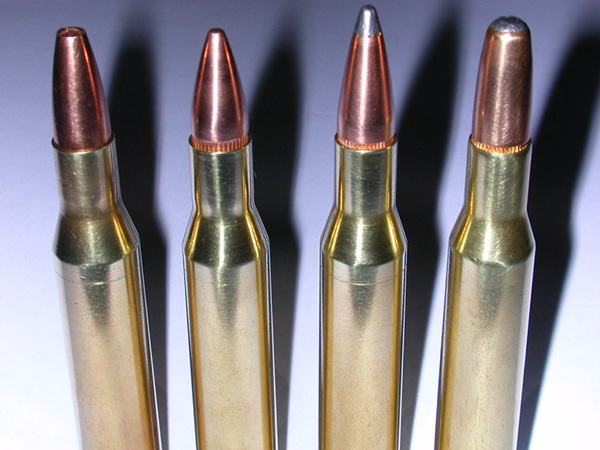
左から右に130グレーン（8.4 g）ホローポイント、100グレーン（6.5 g）FMJBT、130グレーン（8.4 g）ソフトポイント、160グレーン（10 g）リードラウンドノーズ

弾薬は、一般的には6.5から10.4グラム（100から160グレーン）のサイズが入手可能で、8.4グラムおよび9.7グラム（130および150グレーン）の装弾が圧倒的に最も人気である。ただ、ハンドローダーは、90から180グレーン（5.8から11.7グラム）のさまざまな重量の弾丸が入手可能なため、より広い範囲のオプションを利用できる。ただ、ライフル銃身は1：10インチのツイストライフリングで製作されて、必要な精度を提供するために最大150グレーンの弾丸を安定させることができる。さまざまな獲物を狩るための一般的な弾丸重量の推奨は次の通り：
- 90–110グレーン（5.8–7.1 g）の弾丸：バーミント（小型害獣）および小型のシカ
- 130グレーン（8.4 g）の弾丸：ミュールジカ、オジロジカ、羊、山羊、カモシカを含む中型シカサイズの動物
- 140–160グレーン（9.1–10.4 g）の弾丸：アカシカ、ワピチ、ヘラジカ、トナカイなどのより大きな動物

ただし、より重い獲物を狙う場合、弾丸の構造が弾丸の重量よりも重要である。

.270ウィンチェスターの薬莢は.30-06スプリングフィールドの薬莢から形成できるというのは事実だが、.30-06の薬莢長は63.3ミリメートル（2.494インチ）であり、.270の薬莢長は64.5ミリメートル（2.540インチ）であり、.30-03スプリングフィールドの薬莢の0.5mm以内だ。しかし、.30-06の真鍮薬莢はしばしば伸び、または長さが伸び、.270の薬莢を形成するために首を絞り込むときに.30-06の薬莢の寸法を超えることがよくあり、それにもかかわらず切り出す加工が必要である。そして、「再形成された薬莢のわずかな長さの違いに実用的な差はない。」